# Minanga flavipes
Minanga flavipes är en stekelart som beskrevs av Cameron 1910. Minanga flavipes ingår i släktet Minanga och familjen bracksteklar. Inga underarter finns listade i Catalogue of Life.